# 夷伯
夷伯（?—?），中国春秋时期鲁国政治人物，姬姓，展氏。展氏的始祖。
前645年，九月三十己卯晦，雷击夷伯的庙宇，这是降罪于夷伯，由于可以看到展氏有别人不知道的隐恶。《通志》认为无骇是夷伯之子，夷伯是公子展之子。一说无骇就是公子展，夷伯於是就是无骇的兒子，而非父親。